# Neopentylglycoldiglycidylether
Neopentylglycoldiglycidylether ist eine chemische Verbindung aus der Gruppe der Epoxide. Es ist ein wenig toxisches Epoxidmolekül mit zwei Epoxidgruppen an den Kettenenden.

## Gewinnung und Darstellung
Neopentylglycoldiglycidylether kann durch Reaktion von Neopentylglycol und Epichlorhydrin in Gegenwart eines Lewis-Säure-Katalysators zu einem Halohydrin und anschließendes Waschen mit Natriumhydroxid in einem Dehydrochlorierungsschritt gewonnen werden.

## Eigenschaften
Neopentylglycoldiglycidylether ist eine brennbare, schwer entzündbare, farblose Flüssigkeit, die praktisch unlöslich in Wasser ist.

## Verwendung
Neopentylglycoldiglycidylether wird vor allem als reaktives Verdünnungsmittel für Epoxidharz verwendet. Es verhilft dem Harz zu hoher Festigkeit und Schlagzähigkeit. Es kann auch bei der Synthese von Epoxidpolymeren für die Entwicklung von Formgedächtnispolymeren und bei der Photopolymerisation von kationischen Polymeren verwendet werden.